# Waldemar Rudin

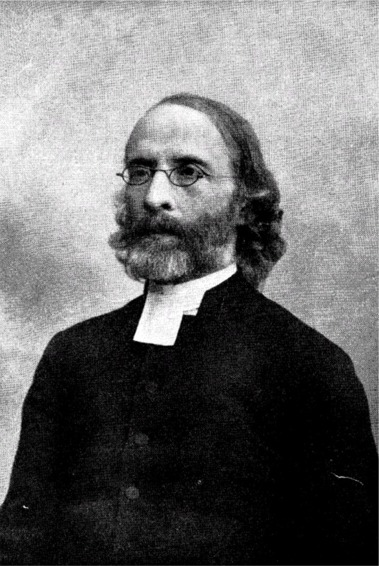
Waldemar Rudin

Waldemar Rudin (20 juli 1833 - 21 januari 1921) was een Zweedse dominee, hoogleraar in de theologie aan de universiteit van Uppsala en lid van de Bijbelcommissie in 1884. Na de dood van Viktor Rydberg in 1895, werd Rudin op zetel 16 lid van de Zweedse Academie. Rudin schreef ook psalmen, onder andere Ack saliga dag, som i hoppet vi bidar (1888).